# Robert de Cressonsacq
Robert de Cressonesart fut un ecclésiastique français. Il fut évêque de Beauvais au XIIIe siècle.
Il dédia l'église Saint-Étienne de Cambronne-lès-Clermont en 1239. Il met fin en 1248 au grave conflit entre l'Église de Beauvais et Saint Louis, initié par un de ses prédécesseurs, Milon de Nanteuil. Mort en 1248 sur l’île de Chypre pendant la septième croisade.